# WTA Tour 2009
Sony Ericsson WTA Tour je elitní tenisový okruh pro profesionálky, organizovaný WTA. Zahrnuje v sobě Grand Slam (pořádaný ITF), WTA Premier Tournaments, WTA International Tournaments, Fed Cup (pořádaný ITF), Commonwealth Bank Tournament of Champions a Sony Ericsson WTA Tour Championships.

## Chronologický přehled událostí

### Legenda
| Grand Slam                    |
| Year-end championships        |
| WTA Premier Tournaments       |
| WTA International Tournaments |
| Týmové soutěže                |

### Leden
| Datum     | Turnaj                                                                                          | Vítězky                        | Výsledek         | Finalistky                                    | Semifinalistky                        | Čtvrtfinalistky                                                        |
| --------- | ----------------------------------------------------------------------------------------------- | ------------------------------ | ---------------- | --------------------------------------------- | ------------------------------------- | ---------------------------------------------------------------------- |
| 5. leden  | Brisbane International Brisbane, Austrálie WTA International Tournaments tvrdý - 220,000 $      | Victoria Azarenka              | 6-3, 6-1         | Marion Bartoli                                | Amelie Mauresmo Sara Errani           | Ana Ivanović Tathiana Garbin Olga Govorcova Lucie Šafářová             |
| 5. leden  | Brisbane International Brisbane, Austrálie WTA International Tournaments tvrdý - 220,000 $      | Anna-Lena Grönefeld Vania King | 3-6, 7-5, 10-5   | Klaudia Jans Alicja Rosolska                  | Amelie Mauresmo Sara Errani           | Ana Ivanović Tathiana Garbin Olga Govorcova Lucie Šafářová             |
| 5. leden  | ASB Classic Auckland, Nový Zéland WTA International Tournaments tvrdý - 220,000 $               | Jelena Dementěva               | 6-4, 6-13        | Jelena Vesnina                                | Aravane Rezai Anne Keothavong         | Šachar Peer Edina Gallovits Ajumi Moritová Caroline Wozniacki          |
| 5. leden  | ASB Classic Auckland, Nový Zéland WTA International Tournaments tvrdý - 220,000 $               | Nathalie Dechy Mara Santangelo | 4-6, 7-63, 12-10 | Nuria Llagostera Vives Arantxa Parra Santonja | Aravane Rezai Anne Keothavong         | Šachar Peer Edina Gallovits Ajumi Moritová Caroline Wozniacki          |
| 12. leden | Medibank International Sydney Sydney, Austrálie WTA Premier Tournaments tvrdý - 600,000 $       | Jelena Dementěva               | 6-3, 2-6, 6-1    | Dinara Safina                                 | Serena Williams Ai Sugijama           | Caroline Wozniacki Agnieszka Radwańská Světlana Kuzněcova Alizé Cornet |
| 12. leden | Medibank International Sydney Sydney, Austrálie WTA Premier Tournaments tvrdý - 600,000 $       | Hsieh Su-wei Peng Shuai        | 6-0, 6-1         | Nathalie Dechy Casey Dellacqua                | Serena Williams Ai Sugijama           | Caroline Wozniacki Agnieszka Radwańská Světlana Kuzněcova Alizé Cornet |
| 12. leden | Moorilla Hobart International Hobart, Austrálie WTA International Tournaments tvrdý - 220,000 $ | Petra Kvitová                  | 7-5, 6-1         | Iveta Benešová                                | Magdaléna Rybáriková Virginie Razzano | Melinda Czink Gisela Dulko Anastázie Pavljučenkovová Cvetana Pironkova |
| 12. leden | Moorilla Hobart International Hobart, Austrálie WTA International Tournaments tvrdý - 220,000 $ | Gisela Dulko Flavia Pennetta   | 6-2, 7-64        | Alona Bondarenko Kateryna Bondarenko          | Magdaléna Rybáriková Virginie Razzano | Melinda Czink Gisela Dulko Anastázie Pavljučenkovová Cvetana Pironkova |
| 19. leden | Australian Open Melbourne, Austrálie Grand Slam tvrdý                                           | Serena Williams                | 6-0, 6-3         | Dinara Safina                                 | Věra Zvonareva Jelena Dementěva       | Marion Bartoli Jelena Dokić Carla Suárez Navarro Světlana Kuzněcova    |
| 19. leden | Australian Open Melbourne, Austrálie Grand Slam tvrdý                                           | Serena Williams Venus Williams | 6-3, 6-3         | Daniela Hantuchová Ai Sugijama                | Věra Zvonareva Jelena Dementěva       | Marion Bartoli Jelena Dokić Carla Suárez Navarro Světlana Kuzněcova    |
| 19. leden | Australian Open Melbourne, Austrálie Grand Slam tvrdý                                           | Sania Mirza Mahesh Bhupathi    | 6-3, 6-1         | Nathalie Dechy Andy Ram                       | Věra Zvonareva Jelena Dementěva       | Marion Bartoli Jelena Dokić Carla Suárez Navarro Světlana Kuzněcova    |

### Únor
| Datum    | Turnaj | Vítězky                                         | Výsledek       | Finalistky                                    | Semifinalistky                       | Čtvrtfinalistky                                                                   |
| -------- | --- | ----------------------------------------------- | -------------- | --------------------------------------------- | ------------------------------------ | --------------------------------------------------------------------------------- |
| 2. únor  | Fed Cup 2009 - 1. kolo Moskva, Rusko, tvrdý (h) Orléans, Francie, tvrdý (h) Surprise, Spojené státy, tvrdý Brno, Česko, koberec (h) | Vítězové Rusko Itálie USA Česko                 | 5-0 3-2 4-1    | Poražení Čína Francie Argentina Španělsko     |                                      |                                                                                   |
| 9. únor  | Open GDF Suez Paříž, Francie WTA Premier Tournaments tvrdý (h) - 700,000 $                                                          | Amélie Mauresmo                                 | 7-67, 2-6, 6-4 | Jelena Dementěva                              | Serena Williams Jelena Janković      | Émilie Loit Nathalie Dechy Agnieszka Radwańská Alizé Cornet                       |
| 9. únor  | Open GDF Suez Paříž, Francie WTA Premier Tournaments tvrdý (h) - 700,000 $                                                          | Cara Black Liezel Huber                         | 6-4, 3-6, 10-4 | Květa Peschkeová Lisa Raymond                 | Serena Williams Jelena Janković      | Émilie Loit Nathalie Dechy Agnieszka Radwańská Alizé Cornet                       |
| 9. únor  | PTT Pattaya Women's Open Pattaya, Thajsko WTA International Tournaments tvrdý - 220,000 $                                           | Věra Zvonareva                                  | 7-5, 6-1       | Sania Mirza                                   | Šachar Peer Magdaléna Rybáriková     | Peng Shuai Věra Duševina Tamarine Tanasugarn Caroline Wozniacki                   |
| 9. únor  | PTT Pattaya Women's Open Pattaya, Thajsko WTA International Tournaments tvrdý - 220,000 $                                           | Jaroslava Švedova Tamarine Tanasugarn           |                | Julia Bejgelzimer Vitalija Ďačenková          | Šachar Peer Magdaléna Rybáriková     | Peng Shuai Věra Duševina Tamarine Tanasugarn Caroline Wozniacki                   |
| 16. únor | Barclays Dubai Tennis Championships Dubaj, SAE WTA Premier Tournaments tvrdý - 2,000,000 $                                          | Venus Williams                                  | 6-4, 6-2       | Virginie Razzano                              | Serena Williams Kaia Kanepi          | Ana Ivanović Jelena Dementěva Jelena Vesnina Věra Zvonareva                       |
| 16. únor | Barclays Dubai Tennis Championships Dubaj, SAE WTA Premier Tournaments tvrdý - 2,000,000 $                                          | Cara Black Liezel Huber                         | 6-3, 6-3       | Maria Kirilenko Agnieszka Radwańská           | Serena Williams Kaia Kanepi          | Ana Ivanović Jelena Dementěva Jelena Vesnina Věra Zvonareva                       |
| 16. únor | Cellular South Cup Memphis, USA WTA International Tournaments tvrdý (h) - 220,000 $                                                 | Victoria Azarenka                               | 6-1, 6-3       | Caroline Wozniacki                            | Anne Keothavong Sabine Lisicki       | Michaëlla Krajicek Marina Eraković Lucie Šafářová Pauline Parmentier              |
| 16. únor | Cellular South Cup Memphis, USA WTA International Tournaments tvrdý (h) - 220,000 $                                                 | Victoria Azarenka Caroline Wozniacki            | 6-1, 7-62      | Juliana Fedak Michaëlla Krajicek              | Anne Keothavong Sabine Lisicki       | Michaëlla Krajicek Marina Eraković Lucie Šafářová Pauline Parmentier              |
| 16. únor | Copa Sony Ericsson Colsanitas Bogotá, Kolumbie WTA International Tournaments antuka - 220,000 $                                     | María J. M. Sánchez                             | 6-3, 6-2       | Gisela Dulko                                  | Edina Gallovits Patricia Mayr        | Maša Zecová Peškiričová Mathilde Johanssonová Ioana Raluca Olaruová Betina Jozami |
| 16. únor | Copa Sony Ericsson Colsanitas Bogotá, Kolumbie WTA International Tournaments antuka - 220,000 $                                     | Nuria Llagostera Vives María J. M. Sánchez      | 7-5, 3-6, 10–7 | Gisela Dulko Flavia Pennetta                  | Edina Gallovits Patricia Mayr        | Maša Zecová Peškiričová Mathilde Johanssonová Ioana Raluca Olaruová Betina Jozami |
| 23. únor | Abierto Mexicano Telcel Acapulco, Mexiko WTA International Tournaments antuka - 220,000 $                                           | Venus Williams                                  | 6-1, 6-2       | Flavia Pennetta                               | B. Záhlavová-Strýcová Iveta Benešová | Ágnes Szávay Maret Ani Mathilde Johansson Petra Cetkovská                         |
| 23. únor | Abierto Mexicano Telcel Acapulco, Mexiko WTA International Tournaments antuka - 220,000 $                                           | Nuria Llagostera Vives M. José Martínez Sánchez | 6-4, 6-2       | Lourdes Dominguez Lino Arantxa Parra Santonja | B. Záhlavová-Strýcová Iveta Benešová | Ágnes Szávay Maret Ani Mathilde Johansson Petra Cetkovská                         |

### Březen
| Datum      | Turnaj                                                                           | Vítězky                            | Výsledek       | Finalistky                           | Semifinalistky                               | Čtvrtfinalistky                                                     |
| ---------- | -------------------------------------------------------------------------------- | ---------------------------------- | -------------- | ------------------------------------ | -------------------------------------------- | ------------------------------------------------------------------- |
| 2. březen  | Monterrey Open Monterrey, Mexiko WTA International Tournaments tvrdý - 220,000 $ | Marion Bartoli                     | 6-4, 6-3       | Na Li                                | Iveta Benešová Zheng Jie                     | Lucie Šafářová B. Záhlavová-Strýcová Gisela Dulko Vania King        |
| 2. březen  | Monterrey Open Monterrey, Mexiko WTA International Tournaments tvrdý - 220,000 $ | Nathalie Dechy Mara Santangelo     | 6-3, 6-4       | Iveta Benešová B. Záhlavová-Strýcová | Iveta Benešová Zheng Jie                     | Lucie Šafářová B. Záhlavová-Strýcová Gisela Dulko Vania King        |
| 12. březen | BNP Paribas Open Indian Wells, USA WTA Premier Tournaments tvrdý - 4,500,000 $   | Věra Zvonareva                     | 7-65, 6-2      | Ana Ivanović                         | Victoria Azarenka Anastasija Pavljučenkovová | Dinara Safina Caroline Wozniacki Sybille Bammer Agnieszka Radwańská |
| 12. březen | BNP Paribas Open Indian Wells, USA WTA Premier Tournaments tvrdý - 4,500,000 $   | Victoria Azarenka Věra Zvonareva   | 6-4, 3-6, 10-5 | Gisela Dulko Šachar Peer             | Victoria Azarenka Anastasija Pavljučenkovová | Dinara Safina Caroline Wozniacki Sybille Bammer Agnieszka Radwańská |
| 25. březen | Sony Ericsson Open Miami, USA WTA Premier Tournaments tvrdý - 4,500,000 $        | Victoria Azarenka                  | 6-3, 6-1       | Serena Williams                      | Venus Williams Světlana Kuzněcova            | Na Li Iveta Benešová Caroline Wozniacki Samantha Stosur             |
| 25. březen | Sony Ericsson Open Miami, USA WTA Premier Tournaments tvrdý - 4,500,000 $        | Světlana Kuzněcova Amélie Mauresmo | 4-6, 6-3, 10-3 | Květa Peschke Lisa Raymond           | Venus Williams Světlana Kuzněcova            | Na Li Iveta Benešová Caroline Wozniacki Samantha Stosur             |

### Duben
| Datum     | Turnaj | Vítězky                                         | Výsledek          | Finalistky                                     | Semifinalistky                           | Čtvrtfinalistky                                                          |
| --------- | --- | ----------------------------------------------- | ----------------- | ---------------------------------------------- | ---------------------------------------- | ------------------------------------------------------------------------ |
| 6. duben  | MPS Group Championships Ponte Vedra Beach, USA WTA International Tournaments antuka (zelená) - 220,000 $   | Caroline Wozniacki                              | 6-1, 6-2          | Aleksandra Wozniak                             | Naďa Petrova Jelena Vesnina              | Alona Bondarenko Tamira Paszek Dominika Cibulková Daniela Hantuchová     |
| 6. duben  | MPS Group Championships Ponte Vedra Beach, USA WTA International Tournaments antuka (zelená) - 220,000 $   | Chuang Chia-jung Sania Mirza                    | 6-3, 4-6, 10-7    | Květa Peschke Lisa Raymond                     | Naďa Petrova Jelena Vesnina              | Alona Bondarenko Tamira Paszek Dominika Cibulková Daniela Hantuchová     |
| 6. duben  | Andalucia Tennis Experience Marbella, Španělsko WTA International Tournaments antuka (červená) - 220,000 $ | Jelena Janković                                 | 6-3, 3-6, 6-3     | Carla Suarez Navarro                           | Sorana Cîrstea Anabel Medina Garrigues   | Klára Zakopalová Kaia Kanepi Sara Errani Roberta Vinci                   |
| 6. duben  | Andalucia Tennis Experience Marbella, Španělsko WTA International Tournaments antuka (červená) - 220,000 $ | Klaudia Jans Alicja Rosolska                    | 6-3, 6-3          | Anabel Medina Garrigues Virginia Ruano Pascual | Sorana Cîrstea Anabel Medina Garrigues   | Klára Zakopalová Kaia Kanepi Sara Errani Roberta Vinci                   |
| 13. duben | Family Circle Cup Charleston, USA WTA Premier Tournaments antuka (zelená) - 1,000,000 $                    | Sabine Lisicki                                  | 6-2, 6-4          | Caroline Wozniacki                             | Jelena Dementěva Marion Bartoli          | Dominika Cibulková Virginie Razzano Melinda Czink Jelena Vesnina         |
| 13. duben | Family Circle Cup Charleston, USA WTA Premier Tournaments antuka (zelená) - 1,000,000 $                    | Bethanie Mattek-Sands Naďa Petrova              | 6-7(5), 6-2, 11-9 | Līga Dekmeijere Patty Schnyder                 | Jelena Dementěva Marion Bartoli          | Dominika Cibulková Virginie Razzano Melinda Czink Jelena Vesnina         |
| 13. duben | Barcelona Ladies Open Barcelona, Španělsko WTA International Tournaments antuka - 220,000 $                | Roberta Vinci                                   | 6-0, 6-4          | Maria Kirilenko                                | Carla Suárez Navarro Francesca Schiavone | Tatjana Malek M. José Martínez Sánchez Lucie Šafářová Anastasia Jakimova |
| 13. duben | Barcelona Ladies Open Barcelona, Španělsko WTA International Tournaments antuka - 220,000 $                | Nuria Llagostera Vives M. José Martínez Sánchez | 3-6, 6-2, 10-8    | Sorana Cîrstea Andreja Klepač                  | Carla Suárez Navarro Francesca Schiavone | Tatjana Malek M. José Martínez Sánchez Lucie Šafářová Anastasia Jakimova |
| 20. duben | Fed Cup 2009 - semifinále                                                                                  | Vítězové semifinále Itálie USA                  | 4-1 3-2           | Poražení semifinalisté Rusko Česko             |                                          |                                                                          |
| 27. duben | Porsche Tennis Grand Prix Stuttgart, Německo WTA Premier Tournaments antuka (h) - 700,000 $                | Světlana Kuzněcova                              | 6-4, 6-3          | Dinara Safina                                  | Flavia Pennetta Jelena Dementěva         | Agnieszka Radwańská Jelena Janković Gisela Dulko Marion Bartoli          |
| 27. duben | Porsche Tennis Grand Prix Stuttgart, Německo WTA Premier Tournaments antuka (h) - 700,000 $                | Bethanie Mattek-Sands Naďa Petrova              | 5-7, 6-3, 10-7    | Gisela Dulko Flavia Pennetta                   | Flavia Pennetta Jelena Dementěva         | Agnieszka Radwańská Jelena Janković Gisela Dulko Marion Bartoli          |
| 27. duben | GP de SAR La Princesse Lalla Meryem Fès, Maroko WTA International Tournaments antuka - 220,000 $           | Anabel Medina Garrigues                         | 6-0, 6-1          | Jekaterina Makarova                            | Melinda Czink Alisa Klejbanova           | Lourdes Domínguez Lino Lucie Hradecká Marta Domachowska Polona Hercog    |
| 27. duben | GP de SAR La Princesse Lalla Meryem Fès, Maroko WTA International Tournaments antuka - 220,000 $           | Alisa Klejbanova Jekaterina Makarova            | 6-3, 2-6, 10-8    | Sorana Cîrstea Maria Kirilenko                 | Melinda Czink Alisa Klejbanova           | Lourdes Domínguez Lino Lucie Hradecká Marta Domachowska Polona Hercog    |

### Květen
| Datum      | Turnaj                                                                                           | Vítězky                                        | Výsledek          | Finalistky                         | Semifinalistky                     | Čtvrtfinalistky                                                          |
| ---------- | ------------------------------------------------------------------------------------------------ | ---------------------------------------------- | ----------------- | ---------------------------------- | ---------------------------------- | ------------------------------------------------------------------------ |
| 4. květen  | Internazionali BNL d'Italia Řím, Itálie WTA Premier Tournaments antuka - 2,000,000 $             | Dinara Safina                                  | 6-3, 6-2          | Světlana Kuzněcova                 | Venus Williams Victoria Azarenka   | M. José Martínez Sánchez Agnieszka Radwańská Jelena Janković Kaia Kanepi |
| 4. květen  | Internazionali BNL d'Italia Řím, Itálie WTA Premier Tournaments antuka - 2,000,000 $             | Hsieh Su-wei Peng Shuai                        | 7-5, 7-6(5)       | Daniela Hantuchová Ai Sugijama     | Venus Williams Victoria Azarenka   | M. José Martínez Sánchez Agnieszka Radwańská Jelena Janković Kaia Kanepi |
| 4. květen  | Estoril Open Estoril, Portugalsko WTA International Tournaments antuka - 220,000 $               | Yanina Wickmayer                               | 7-5, 6-2          | Jekaterina Makarova                | Šachar Peer Anna-Lena Grönefeld    | Jarmila Grothová Sorana Cîrstea Sabine Lisicki Maria Kirilenko           |
| 4. květen  | Estoril Open Estoril, Portugalsko WTA International Tournaments antuka - 220,000 $               | Raquel Kops-Jones Abigail Spears               | 2-6, 6-3, 10-5    | Sharon Fichman Katalin Marosi      | Šachar Peer Anna-Lena Grönefeld    | Jarmila Grothová Sorana Cîrstea Sabine Lisicki Maria Kirilenko           |
| 11. květen | Mutua Madrileña Madrid Open Madrid, Španělsko WTA Premier Tournaments antuka - 4,500,000 $       | Dinara Safina                                  | 6-2, 6-4          | Caroline Wozniacki                 | Patty Schnyder Amélie Mauresmo     | Alona Bondarenko Jelena Janković Ágnes Szávay Věra Duševina              |
| 11. květen | Mutua Madrileña Madrid Open Madrid, Španělsko WTA Premier Tournaments antuka - 4,500,000 $       | Cara Black Liezel Huber                        | 4-6, 6-3, 10-6    | Květa Peschke Lisa Raymond         | Patty Schnyder Amélie Mauresmo     | Alona Bondarenko Jelena Janković Ágnes Szávay Věra Duševina              |
| 18. květen | Warsaw Open Varšava, Polsko WTA Premier Tournaments antuka - 600,000 $                           | Alexandra Dulgheru                             | 7-6(3), 3-6, 6-0  | Alona Bondarenko                   | Anne Keothavong Daniela Hantuchová | Maria Šarapovová Ioana Raluca Olaru Galina Voskobojeva Klára Zakopalová  |
| 18. květen | Warsaw Open Varšava, Polsko WTA Premier Tournaments antuka - 600,000 $                           | Raquel Kops-Jones Bethanie Mattek-Sands        | 6-1, 6-1          | Yan Zi Zheng Jie                   | Anne Keothavong Daniela Hantuchová | Maria Šarapovová Ioana Raluca Olaru Galina Voskobojeva Klára Zakopalová  |
| 18. květen | Internationaux de Strasbourg Štrasburk, Francie WTA International Tournaments antuka - 220,000 $ | Aravane Rezaï                                  | 7-6(2), 6-1       | Lucie Hradecká                     | Ajumi Moritová Viktoria Kutuzova   | Kristina Barrois Peng Shuai Stéphanie Cohen-Aloro Monica Niculescu       |
| 18. květen | Internationaux de Strasbourg Štrasburk, Francie WTA International Tournaments antuka - 220,000 $ | Nathalie Dechy Mara Santangelo                 | 6-0, 6-1          | Claire Feuerstein Stéphanie Foretz | Ajumi Moritová Viktoria Kutuzova   | Kristina Barrois Peng Shuai Stéphanie Cohen-Aloro Monica Niculescu       |
| 25. květen | French Open Paříž, Francie Grand Slam antuka - 16,150,460 €                                      | Světlana Kuzněcova                             | 6-4, 6-2          | Dinara Safina                      | Dominika Cibulková Samantha Stosur | Victoria Azarenka Maria Šarapovová Sorana Cîrstea Serena Williams        |
| 25. květen | French Open Paříž, Francie Grand Slam antuka - 16,150,460 €                                      | Anabel Medina Garrigues Virginia Ruano Pascual | 6-1, 6-1          | Victoria Azarenka Jelena Vesnina   | Dominika Cibulková Samantha Stosur | Victoria Azarenka Maria Šarapovová Sorana Cîrstea Serena Williams        |
| 25. květen | French Open Paříž, Francie Grand Slam antuka - 16,150,460 €                                      | Bob Bryan Liezel Huber                         | 5-7, 7-6(5), 10-7 | Marcelo Melo Vania King            | Dominika Cibulková Samantha Stosur | Victoria Azarenka Maria Šarapovová Sorana Cîrstea Serena Williams        |

### Červen
| Datum      | Turnaj                                                                                   | Vítězky                          | Výsledek        | Finalistky                          | Semifinalistky                    | Čtvrtfinalistky                                                               |
| ---------- | ---------------------------------------------------------------------------------------- | -------------------------------- | --------------- | ----------------------------------- | --------------------------------- | ----------------------------------------------------------------------------- |
| 8. červen  | AEGON Classic Birmingham, V. Británie WTA International Tournaments tráva - 220,000 $    | Magdaléna Rybáriková             | 6-0, 7-6(2)     | Na Li                               | Sania Mirza Maria Šarapovová      | Urszula Radwańská Melinda Czink Stefanie Vögele Yanina Wickmayer              |
| 8. červen  | AEGON Classic Birmingham, V. Británie WTA International Tournaments tráva - 220,000 $    | Cara Black Liezel Huber          | 6-1, 6-4        | Raquel Kops-Jones Abigail Spears    | Sania Mirza Maria Šarapovová      | Urszula Radwańská Melinda Czink Stefanie Vögele Yanina Wickmayer              |
| 15. červen | AEGON International Eastbourne, V. Británie WTA Premier Tournaments tráva - 600,000 $    | Caroline Wozniacki               | 7-6(5), 7-5     | Virginie Razzano                    | Marion Bartoli Aleksandra Wozniak | Agnieszka Radwańská Anabel Medina Garrigues Jekaterina Makarova Věra Duševina |
| 15. červen | AEGON International Eastbourne, V. Británie WTA Premier Tournaments tráva - 600,000 $    | Akgul Amanmuradová Ai Sugijama   | 6-4, 6-3        | Samantha Stosur Rennae Stubbs       | Marion Bartoli Aleksandra Wozniak | Agnieszka Radwańská Anabel Medina Garrigues Jekaterina Makarova Věra Duševina |
| 14. červen | Ordina Open 's-Hertogenbosch, Nizozemsko WTA International Tournaments tráva - 220,000 $ | Tamarine Tanasugarn              | 6-3, 7-5        | Yanina Wickmayer                    | Dinara Safina Francesca Schiavone | Daniela Hantuchová Flavia Pennetta Kristina Barrois Olga Govorcova            |
| 14. červen | Ordina Open 's-Hertogenbosch, Nizozemsko WTA International Tournaments tráva - 220,000 $ | Sara Errani Flavia Pennetta      | 6-4, 5-7, 13-11 | Michaëlla Krajicek Yanina Wickmayer | Dinara Safina Francesca Schiavone | Daniela Hantuchová Flavia Pennetta Kristina Barrois Olga Govorcova            |
| 22. červen | Wimbledon Londýn, V. Británie Grand Slam tráva - 12,550,000 £                            | Serena Williams                  | 7-6(3), 6-2     | Venus Williams                      | Dinara Safina Jelena Dementěva    | Sabine Lisicki Agnieszka Radwańská Francesca Schiavone Victoria Azarenka      |
| 22. červen | Wimbledon Londýn, V. Británie Grand Slam tráva - 12,550,000 £                            | Serena Williams Venus Williams   | 7-6(4), 6-4     | Samantha Stosur Rennae Stubbs       | Dinara Safina Jelena Dementěva    | Sabine Lisicki Agnieszka Radwańská Francesca Schiavone Victoria Azarenka      |
| 22. červen | Wimbledon Londýn, V. Británie Grand Slam tráva - 12,550,000 £                            | Mark Knowles Anna-Lena Grönefeld | 7-5, 6-3        | Leander Paes Cara Black             | Dinara Safina Jelena Dementěva    | Sabine Lisicki Agnieszka Radwańská Francesca Schiavone Victoria Azarenka      |

### Červenec
| Datum        | Turnaj | Vítězky                                         | Výsledek         | Finalistky                                      | Semifinalistky                      | Čtvrtfinalistky                                                                       |
| ------------ | --- | ----------------------------------------------- | ---------------- | ----------------------------------------------- | ----------------------------------- | ------------------------------------------------------------------------------------- |
| 6. červenec  | GDF SUEZ Grand Prix Budapešť, Maďarsko WTA International Tournaments antuka - 220,000 $                        | Ágnes Szávay                                    | 2-6, 6-4, 6-2    | Patty Schnyder                                  | Edina Gallovits Alona Bondarenko    | Alisa Klejbanova Petra Martić Timea Bacsinszky Šachar Peer                            |
| 6. červenec  | GDF SUEZ Grand Prix Budapešť, Maďarsko WTA International Tournaments antuka - 220,000 $                        | Alisa Klejbanova Monica Niculescu               | 6-4, 7-6(5)      | Alona Bondarenko Kateryna Bondarenko            | Edina Gallovits Alona Bondarenko    | Alisa Klejbanova Petra Martić Timea Bacsinszky Šachar Peer                            |
| 6. červenec  | Collector Swedish Open Women Båstad, Švédsko WTA International Tournaments antuka - 220,000 $                  | M. José Martínez Sánchez                        | 7-5, 6-4         | Caroline Wozniacki                              | Flavia Pennetta Gisela Dulko        | Maria Kirilenko Alla Kudrjavcevová Carla Suárez Navarro Dominika Cibulková            |
| 6. červenec  | Collector Swedish Open Women Båstad, Švédsko WTA International Tournaments antuka - 220,000 $                  | Gisela Dulko Flavia Pennetta                    | 6-2, 0-6, 10-5   | Nuria Llagostera Vives M. José Martínez Sánchez | Flavia Pennetta Gisela Dulko        | Maria Kirilenko Alla Kudrjavcevová Carla Suárez Navarro Dominika Cibulková            |
| 13. červenec | Internazionali Femminili di Tennis di Palermo Palermo, Itálie WTA International Tournaments antuka - 220,000 $ | Flavia Pennetta                                 | 6-1, 6-2         | Sara Errani                                     | Tathiana Garbin Anna-Lena Grönefeld | Aravane Rezai Olga Govorcova Jaroslava Švedova Patty Schnyder                         |
| 13. červenec | Internazionali Femminili di Tennis di Palermo Palermo, Itálie WTA International Tournaments antuka - 220,000 $ | Nuria Llagostera Vives M. José Martínez Sánchez | 6-1, 6-2         | Maria Korytceva Daria Kustova                   | Tathiana Garbin Anna-Lena Grönefeld | Aravane Rezai Olga Govorcova Jaroslava Švedova Patty Schnyder                         |
| 13. červenec | ECM Prague Open Praha, Česko WTA International Tournaments antuka - 220,000 $                                  | Sybille Bammer                                  | 7-6(4), 6-2      | Francesca Schiavone                             | Timea Bacsinszky Iveta Benešová     | Kateryna Bondarenko Carla Suárez Navarro Zarina Dijas Lucie Hradecká                  |
| 13. červenec | ECM Prague Open Praha, Česko WTA International Tournaments antuka - 220,000 $                                  | Alona Bondarenko Kateryna Bondarenko            | 6-1, 6-2         | Iveta Benešová Barbora Záhlavová-Strýcová       | Timea Bacsinszky Iveta Benešová     | Kateryna Bondarenko Carla Suárez Navarro Zarina Dijas Lucie Hradecká                  |
| 20. červenec | Banka Koper Slovenia Open Portorož, Slovinsko WTA International Tournaments tvrdý - 220,000 $                  | Dinara Safina                                   | 6-7(5), 6-1, 7-5 | Sara Errani                                     | Alberta Brianti Stefanie Vögele     | Maria Elena Camerin Camille Pin Rossana de los Ríos Petra Martić                      |
| 20. červenec | Banka Koper Slovenia Open Portorož, Slovinsko WTA International Tournaments tvrdý - 220,000 $                  | Julia Görges Vladimíra Uhlířová                 | 6-4, 6-2         | Camille Pin Klára Zakopalová                    | Alberta Brianti Stefanie Vögele     | Maria Elena Camerin Camille Pin Rossana de los Ríos Petra Martić                      |
| 20. červenec | Gastein Ladies Bad Gastein, Rakousko WTA International Tournaments antuka - 220,000 $                          | Andrea Petkovic                                 | 6-2, 6-3         | Ioana Raluca Olaru                              | Alizé Cornet Jaroslava Švedova      | Barbora Záhlavová-Strýcová Magdaléna Rybáriková Anna-Lena Grönefeld Yvonne Meusburger |
| 20. červenec | Gastein Ladies Bad Gastein, Rakousko WTA International Tournaments antuka - 220,000 $                          | Andrea Hlaváčková Lucie Hradecká                | 6-2, 6-4         | Tatjana Malek Andrea Petkovic                   | Alizé Cornet Jaroslava Švedova      | Barbora Záhlavová-Strýcová Magdaléna Rybáriková Anna-Lena Grönefeld Yvonne Meusburger |
| 27. červenec | Bank of the West Classic Stanford, USA WTA Premier Tournaments tvrdý - 700,000 $                               | Marion Bartoli                                  | 6-2, 5-7, 6-4    | Venus Williams                                  | Samantha Stosur Jelena Dementěva    | Serena Williams Jelena Janković Daniela Hantuchová Maria Šarapovová                   |
| 27. červenec | Bank of the West Classic Stanford, USA WTA Premier Tournaments tvrdý - 700,000 $                               | Serena Williams Venus Williams                  | 6-4, 6-1         | Čan Jung-žan Monica Niculescu                   | Samantha Stosur Jelena Dementěva    | Serena Williams Jelena Janković Daniela Hantuchová Maria Šarapovová                   |
| 27. červenec | Istanbul Cup Istanbul, Turecko WTA International Tournaments tvrdý - 220,000 $                                 | Věra Duševina                                   | 6-0, 6-1         | Lucie Hradecká                                  | Timea Bacsinszky Andrea Petkovic    | Urszula Radwańská Anabel Medina Garrigues Marta Domachowska Olga Govorcova            |
| 27. červenec | Istanbul Cup Istanbul, Turecko WTA International Tournaments tvrdý - 220,000 $                                 | Lucie Hradecká Renata Voráčová                  | 2-6, 6-3, 12-10  | Julia Görges Patty Schnyder                     | Timea Bacsinszky Andrea Petkovic    | Urszula Radwańská Anabel Medina Garrigues Marta Domachowska Olga Govorcova            |

### Srpen
| Datum     | Turnaj                                                                                       | Vítězky                                         | Výsledek       | Finalistky                                      | Semifinalistky                   | Čtvrtfinalistky                                                          |
| --------- | -------------------------------------------------------------------------------------------- | ----------------------------------------------- | -------------- | ----------------------------------------------- | -------------------------------- | ------------------------------------------------------------------------ |
| 3. srpen  | LA Women's Tennis Championships Los Angeles, USA WTA Premier Tournaments tvrdý - 700,000 $   | Flavia Pennetta                                 | 6-4, 6-3       | Samantha Stosur                                 | Sorana Cîrstea Maria Šarapovová  | Jie Zheng Agnieszka Radwańská Urszula Radwańská Věra Zvonareva           |
| 3. srpen  | LA Women's Tennis Championships Los Angeles, USA WTA Premier Tournaments tvrdý - 700,000 $   | Chuang Chia-jung Yan Zi                         | 6-0, 4-6 10-7  | Maria Kirilenko Agnieszka Radwańská             | Sorana Cîrstea Maria Šarapovová  | Jie Zheng Agnieszka Radwańská Urszula Radwańská Věra Zvonareva           |
| 10. srpen | W&S Financial Group Women's Open Cincinnati, USA WTA Premier Tournaments tvrdý - 2,000,000 $ | Jelena Janković                                 | 6-4, 6-2       | Dinara Safina                                   | Flavia Pennetta Jelena Dementěva | Kim Clijsters Daniela Hantuchová Caroline Wozniacki Sybille Bammer       |
| 10. srpen | W&S Financial Group Women's Open Cincinnati, USA WTA Premier Tournaments tvrdý - 2,000,000 $ | Cara Black Liezel Huber                         | 6-3, 0-6, 10-2 | Nuria Llagostera Vives M. José Martínez Sánchez | Flavia Pennetta Jelena Dementěva | Kim Clijsters Daniela Hantuchová Caroline Wozniacki Sybille Bammer       |
| 17. srpen | Rogers Cup Toronto, Kanada WTA Premier Tournaments tvrdý - 2,000,000 $                       | Jelena Dementěva                                | 6-4, 6-3       | Maria Šarapovová                                | Alisa Klejbanova Serena Williams | Jelena Janković Agnieszka Radwańská Samantha Stosur Lucie Šafářová       |
| 17. srpen | Rogers Cup Toronto, Kanada WTA Premier Tournaments tvrdý - 2,000,000 $                       | Nuria Llagostera Vives M. José Martínez Sánchez | 2-6, 7-5, 11-9 | Samantha Stosur Rennae Stubbs                   | Alisa Klejbanova Serena Williams | Jelena Janković Agnieszka Radwańská Samantha Stosur Lucie Šafářová       |
| 24. srpen | Pilot Pen Tennis New Haven, USA WTA Premier Tournaments tvrdý - 600,000 $                    | Caroline Wozniacki                              | 6-2, 6-4       | Jelena Vesnina                                  | Amélie Mauresmo Flavia Pennetta  | Světlana Kuzněcova Anna Čakvetadze Magdaléna Rybáriková Virginie Razzano |
| 24. srpen | Pilot Pen Tennis New Haven, USA WTA Premier Tournaments tvrdý - 600,000 $                    | Nuria Llagostera Vives M. José Martínez Sánchez | 6-2, 7-5       | Iveta Benešová Lucie Hradecká                   | Amélie Mauresmo Flavia Pennetta  | Světlana Kuzněcova Anna Čakvetadze Magdaléna Rybáriková Virginie Razzano |
| 31. srpen | US Open New York, USA Grand Slam tvrdý                                                       | Kim Clijsters                                   | 7-5, 6-3       | Caroline Wozniacki                              | Yanina Wickmayer Serena Williams | Kateryna Bondarenko Melanie Oudin Na Li Flavia Pennetta                  |
| 31. srpen | US Open New York, USA Grand Slam tvrdý                                                       | Serena Williams Venus Williams                  | 6-2, 6-2       | Cara Black Liezel Huber                         | Yanina Wickmayer Serena Williams | Kateryna Bondarenko Melanie Oudin Na Li Flavia Pennetta                  |
| 31. srpen | US Open New York, USA Grand Slam tvrdý                                                       | Travis Parrott Carly Gullickson                 | 6-2, 6-4       | Leander Paes Cara Black                         | Yanina Wickmayer Serena Williams | Kateryna Bondarenko Melanie Oudin Na Li Flavia Pennetta                  |

### Září
| Datum    | Turnaj                                                                                               | Vítězky                              | Výsledek          | Finalistky                             | Semifinalistky                      | Čtvrtfinalistky                                                      |
| -------- | --- | ------------------------------------ | ----------------- | -------------------------------------- | ----------------------------------- | -------------------------------------------------------------------- |
| 14. září | Guangzhou International Women's Open Guangzhou, Čína WTA International Tournaments tvrdý - 220,000 $ | Šachar Peer                          | 6-3, 6-4          | Alberta Brianti                        | Ajumi Moritová Peng Shuai           | Anastasia Sevastova Olga Savčuk Alexandra Panova Čan Jung-žan        |
| 14. září | Guangzhou International Women's Open Guangzhou, Čína WTA International Tournaments tvrdý - 220,000 $ | Olga Govorcova Taťána Puček          | 3-6, 6-2, 10-8    | Kimiko Date Sun Tiantian               | Ajumi Moritová Peng Shuai           | Anastasia Sevastova Olga Savčuk Alexandra Panova Čan Jung-žan        |
| 14. září | Bell Challenge Quebec, Kanada WTA International Tournaments koberec - 220,000 $                      | Melinda Czink                        | 4-6, 6-3, 7-5     | Lucie Šafářová                         | Aleksandra Wozniak Julia Görges     | Naďa Petrova Alla Kudrjavceva Bethanie Mattek-Sands Lilia Osterloh   |
| 14. září | Bell Challenge Quebec, Kanada WTA International Tournaments koberec - 220,000 $                      | Vania King B. Záhlavová-Strýcová     | 6-1, 6-3          | Sofia Arvidsson Séverine Brémond       | Aleksandra Wozniak Julia Görges     | Naďa Petrova Alla Kudrjavceva Bethanie Mattek-Sands Lilia Osterloh   |
| 21. září | Hansol Korea Open Soul, Jižní Korea WTA International Tournaments tvrdý - 220,000 $                  | Kimiko Date Krumm                    | 6-3, 6-3          | Anabel Medina Garrigues                | Maria Kirilenko Anna-Lena Grönefeld | Daniela Hantuchová Věra Duševina Čan Jung-žan Magdaléna Rybáriková   |
| 21. září | Hansol Korea Open Soul, Jižní Korea WTA International Tournaments tvrdý - 220,000 $                  | Čan Jung-žan Abigail Spears          | 6-3, 6-4          | Carly Gullickson Nicole Kriz           | Maria Kirilenko Anna-Lena Grönefeld | Daniela Hantuchová Věra Duševina Čan Jung-žan Magdaléna Rybáriková   |
| 21. září | Tashkent Open Taškent, Uzbekistán WTA International Tournaments tvrdý - 220,000 $                    | Šachar Peer                          | 6-3, 6-4          | Akgul Amanmuradova                     | Jaroslava Švedova Olga Govorcova    | Monica Niculescu Stefanie Vögele Daria Kustova Alexandra Panova      |
| 21. září | Tashkent Open Taškent, Uzbekistán WTA International Tournaments tvrdý - 220,000 $                    | Olga Govorcova Taťána Puček          | 6-2, 6-7(1), 10-8 | Vitalija Ďačenko Jekatěrina Dzegalevič | Jaroslava Švedova Olga Govorcova    | Monica Niculescu Stefanie Vögele Daria Kustova Alexandra Panova      |
| 28. září | Toray Pan Pacific Open Tokio, Japonsko WTA Premier 5 Tournaments tvrdý - 2,000,000 $                 | Maria Šarapova                       | 5-2, skreč        | Jelena Janković                        | Agnieszka Radwańská Li Na           | Iveta Benešová Magdaléna Rybáriková Victoria Azarenka Marion Bartoli |
| 28. září | Toray Pan Pacific Open Tokio, Japonsko WTA Premier 5 Tournaments tvrdý - 2,000,000 $                 | Alisa Klejbanova Francesca Schiavone | 6-4, 6-2          | Daniela Hantuchová Ai Sugijama         | Agnieszka Radwańská Li Na           | Iveta Benešová Magdaléna Rybáriková Victoria Azarenka Marion Bartoli |

### Říjen
| Datum     | Turnaj                                                                                         | Vítězky                                   | Výsledek          | Finalistky                           | Semifinalistky                      | Čtvrtfinalistky |
| --------- | ---------------------------------------------------------------------------------------------- | ----------------------------------------- | ----------------- | ------------------------------------ | ----------------------------------- | --- |
| 5. říjen  | China Open Peking, Čína WTA Premier Mandatory tournaments tvrdý - 4,500,000 $                  | Světlana Kuzněcova                        | 6-2, 6-4          | Agnieszka Radwańská                  | Marion Bartoli Naďa Petrova         | Věra Zvonareva Jelena Dementěva Anastasia Pavlyuchenkova Peng Shuai                                                                                                  |
| 5. říjen  | China Open Peking, Čína WTA Premier Mandatory tournaments tvrdý - 4,500,000 $                  | Hsieh Su-wei Peng Shuai                   | 6-3, 6-1          | Alla Kudrjavceva Jekaterina Makarova | Marion Bartoli Naďa Petrova         | Věra Zvonareva Jelena Dementěva Anastasia Pavlyuchenkova Peng Shuai                                                                                                  |
| 12. říjen | Generali Ladies Linz Linz, Rakousko WTA International Tournaments tvrdý (h) - 220,000 $        | Yanina Wickmayer                          | 6-3, 6-4          | Petra Kvitová                        | Flavia Pennetta Agnieszka Radwańská | Ioana Raluca Olaru Sara Errani Carla Suárez Navarro Lucie Šafářová                                                                                                   |
| 12. říjen | Generali Ladies Linz Linz, Rakousko WTA International Tournaments tvrdý (h) - 220,000 $        | Anna-Lena Grönefeld Katarina Srebotnik    | 6-1, 6-4          | Klaudia Jans Alicja Rosolska         | Flavia Pennetta Agnieszka Radwańská | Ioana Raluca Olaru Sara Errani Carla Suárez Navarro Lucie Šafářová                                                                                                   |
| 12. říjen | HP Open Ósaka, Japonsko WTA International Tournaments tvrdý - 220,000 $                        | Samantha Stosur                           | 7-5, 6-1          | Francesca Schiavone                  | Caroline Wozniacki Sania Mirza      | Aleksandra Wozniak Jill Craybas Melinda Czink Marion Bartoli |
| 12. říjen | HP Open Ósaka, Japonsko WTA International Tournaments tvrdý - 220,000 $                        | Chuang Chia-jung Lisa Raymond             | 6-2, 6-4          | Chanelle Scheepers Abigail Spears    | Caroline Wozniacki Sania Mirza      | Aleksandra Wozniak Jill Craybas Melinda Czink Marion Bartoli |
| 19. říjen | Kremlin Cup Moskva, Rusko WTA Premier Tournaments tvrdý (h) - 1,000,000 $                      | Francesca Schiavone                       | 6-3, 6-0          | Olga Govorcova                       | Alona Bondarenko Alisa Klejbanova   | Cvetana Pironkova Maria Kirilenko Věra Duševina Jelena Janković |
| 19. říjen | Kremlin Cup Moskva, Rusko WTA Premier Tournaments tvrdý (h) - 1,000,000 $                      | Maria Kirilenko Naďa Petrova              | 6-2, 6-2          | Maria Kondratěva Klára Zakopalová    | Alona Bondarenko Alisa Klejbanova   | Cvetana Pironkova Maria Kirilenko Věra Duševina Jelena Janković |
| 19. říjen | BGL Luxembourg Open Lucemburk, Lucembursko WTA International Tournaments tvrdý (h) - 220,000 $ | Timea Bacsinszky                          | 6-2, 7-5          | Sabine Lisicki                       | Yanina Wickmayer Šachar Peer        | Katarina Srebotnik Kirsten Flipkens Daniela Hantuchová Patty Schnyder                                                                                                |
| 19. říjen | BGL Luxembourg Open Lucemburk, Lucembursko WTA International Tournaments tvrdý (h) - 220,000 $ | Iveta Benešová B. Záhlavová-Strýcová      | 1-6, 6-0, 10-7    | Vladimíra Uhlířová Renata Voráčová   | Yanina Wickmayer Šachar Peer        | Katarina Srebotnik Kirsten Flipkens Daniela Hantuchová Patty Schnyder                                                                                                |
| 26. říjen | Sony Ericsson Championships - Doha Dauhá, Katar Year-end championships tvrdý                   | Serena Williams                           | 6-2, 7-6(4)       | Venus Williams                       | Caroline Wozniacki Jelena Janković  | Round Robin (Základní skupina) Bílá skupina Dinara Safina Victoria Azarenka Věra Zvonareva Agnieszka Radwańská Kaštanová skupina Světlana Kuzněcova Jelena Dementěva |
| 26. říjen | Sony Ericsson Championships - Doha Dauhá, Katar Year-end championships tvrdý                   | N. Llagostera Vives M J. Martínez Sánchez | 7-6(0), 5-7, 10-7 | Cara Black Liezel Huber              | Caroline Wozniacki Jelena Janković  | Round Robin (Základní skupina) Bílá skupina Dinara Safina Victoria Azarenka Věra Zvonareva Agnieszka Radwańská Kaštanová skupina Světlana Kuzněcova Jelena Dementěva |

### Listopad
| Datum       | Turnaj                                                                                                 | Vítězky       | Výsledek   | Finalistky     | Semifinalistky                           | Robin Round (zákl. skupina) |
| ----------- | --- | ------------- | ---------- | -------------- | ---------------------------------------- | --- |
| 4. listopad | Commonwealth Bank Tournament of Champions Bali, Indonésie Year-end championships tvrdý (h) - 600,000 $ | Aravane Rezaï | 7-5, skreč | Marion Bartoli | Kimiko Date Krumm M. J. Martínez Sánchez | Skupina A Šachar Peer Magdaléna Rybáriková Skupina B Samantha Stosur Ágnes Szávay Skupina C Yanina Wickmayer Anabel Medina Garrigues Skupina D Sabine Lisicki Melinda Czink |
| 7. listopad | Fed Cup 2009 - finále                                                                                  | Itálie        | 4 - 0      | USA            |                                          | |

## Statistika
Stav k 08.11.2009

### Dvouhra - klasifikace tenistek
| Poř.    | Tenistka                    | Celkově | Grand Slam | Premier | International |
| ------- | --------------------------- | ------- | ---------- | ------- | ------------- |
| 1 - 6   | Serena Williams             | 3       | 2 (+1)*    |         |               |
| 1 - 6   | Světlana Kuzněcova          | 3       | 1          | 2       |               |
| 1 - 6   | Dinara Safina               | 3       |            | 2       | 1             |
| 1 - 6   | Jelena Dementěva            | 3       |            | 2       | 1             |
| 1 - 6   | Caroline Wozniacki          | 3       |            | 2       | 1             |
| 1 - 6   | Victoria Azarenka           | 3       |            | 1       | 2             |
| 7 - 15  | Venus Williams              | 2       |            | 1       | 1             |
| 7 - 15  | Věra Zvonareva              | 2       |            | 1       | 1             |
| 7 - 15  | Marion Bartoli              | 2       |            | 1       | 1             |
| 7 - 15  | Flavia Pennetta             | 2       |            | 1       | 1             |
| 7 - 15  | Jelena Janković             | 2       |            | 1       | 1             |
| 7 - 15  | María José Martínez Sánchez | 2       |            |         | 2             |
| 7 - 15  | Šachar Peer                 | 2       |            |         | 2             |
| 7 - 15  | Yanina Wickmayer            | 2       |            |         | 2             |
| 7 - 15  | Aravane Rezaï               | 2       |            |         | 1 (+1)*       |
| 16 - 34 | Kim Clijsters               | 1       | 1          |         |               |
| 16 - 34 | Amélie Mauresmo             | 1       |            | 1       |               |
| 16 - 34 | Sabine Lisicki              | 1       |            | 1       |               |
| 16 - 34 | Alexandra Dulgheru          | 1       |            | 1       |               |
| 16 - 34 | Maria Šarapova              | 1       |            | 1       |               |
| 16 - 34 | Francesca Schiavone         | 1       |            | 1       |               |
| 16 - 34 | Petra Kvitová               | 1       |            |         | 1             |
| 16 - 34 | Roberta Vinci               | 1       |            |         | 1             |
| 16 - 34 | Anabel Medina Garrigues     | 1       |            |         | 1             |
| 16 - 34 | Magdaléna Rybáriková        | 1       |            |         | 1             |
| 16 - 34 | Tamarine Tanasugarn         | 1       |            |         | 1             |
| 16 - 34 | Ágnes Szávay                | 1       |            |         | 1             |
| 16 - 34 | Sybille Bammer              | 1       |            |         | 1             |
| 16 - 34 | Andrea Petkovic             | 1       |            |         | 1             |
| 16 - 34 | Věra Duševina               | 1       |            |         | 1             |
| 16 - 34 | Melinda Czink               | 1       |            |         | 1             |
| 16 - 34 | Kimiko Date Krumm           | 1       |            |         | 1             |
| 16 - 34 | Samantha Stosur             | 1       |            |         | 1             |
| 16 - 34 | Timea Bacsinszky            | 1       |            |         | 1             |

### Dvouhra - klasifikace zemí
| Poř.    | Země          | Celkově | Grand Slam | Premier | International |
| ------- | ------------- | ------- | ---------- | ------- | ------------- |
| 1       | Rusko         | 13      | 1          | 8       | 4             |
| 2 - 3   | Spojené státy | 5       | 2 (+1)*    | 1       | 1             |
| 2 - 3   | Francie       | 5       |            | 2       | 2 (+1)*       |
| 4       | Itálie        | 4       |            | 2       | 2             |
| 5 - 8   | Belgie        | 3       | 1          |         | 2             |
| 5 - 8   | Dánsko        | 3       |            | 2       | 1             |
| 5 - 8   | Bělorusko     | 3       |            | 1       | 2             |
| 5 - 8   | Španělsko     | 3       |            |         | 3             |
| 9 - 12  | Německo       | 2       |            | 1       | 1             |
| 9 - 12  | Srbsko        | 2       |            | 1       | 1             |
| 9 - 12  | Maďarsko      | 2       |            |         | 2             |
| 9 - 12  | Izrael        | 2       |            |         | 2             |
| 13 - 20 | Rumunsko      | 1       |            | 1       |               |
| 13 - 20 | Česko         | 1       |            |         | 1             |
| 13 - 20 | Slovensko     | 1       |            |         | 1             |
| 13 - 20 | Thajsko       | 1       |            |         | 1             |
| 13 - 20 | Rakousko      | 1       |            |         | 1             |
| 13 - 20 | Japonsko      | 1       |            |         | 1             |
| 13 - 20 | Austrálie     | 1       |            |         | 1             |
| 13 - 20 | Švýcarsko     | 1       |            |         | 1             |

### Čtyřhra - klasifikace tenistek
| Poř.    | Tenistka                    | Celkově | Grand Slam | Premier | International |
| ------- | --------------------------- | ------- | ---------- | ------- | ------------- |
| 1 - 2   | Nuria Llagostera Vives      | 7       | (+1)*      | 2       | 4             |
| 1 - 2   | María José Martínez Sánchez | 7       | (+1)*      | 2       | 4             |
| 3 - 4   | Cara Black                  | 5       |            | 4       | 1             |
| 3 - 4   | Liezel Huber                | 5       |            | 4       | 1             |
| 5 - 6   | Serena Williams             | 4       | 3          | 1       |               |
| 5 - 6   | Venus Williams              | 4       | 3          | 1       |               |
| 7 - 15  | Bethanie Mattek-Sands       | 3       |            | 3       |               |
| 7 - 15  | Hsieh Su-wei                | 3       |            | 3       |               |
| 7 - 15  | Peng Shuai                  | 3       |            | 3       |               |
| 7 - 15  | Naďa Petrova                | 3       |            | 3       |               |
| 7 - 15  | Alisa Klejbanova            | 3       |            | 1       | 2             |
| 7 - 15  | Chuang Chia-jung            | 3       |            | 1       | 2             |
| 7 - 15  | Nathalie Dechy              | 3       |            |         | 3             |
| 7 - 15  | Mara Santangelo             | 3       |            |         | 3             |
| 7 - 15  | Flavia Pennetta             | 3       |            |         | 3             |
| 16 - 25 | Victoria Azarenka           | 2       |            | 1       | 1             |
| 16 - 25 | Raquel Kops-Jones           | 2       |            | 1       | 1             |
| 16 - 25 | Gisela Dulko                | 2       |            |         | 2             |
| 16 - 25 | Lucie Hradecká              | 2       |            |         | 2             |
| 16 - 25 | Vania King                  | 2       |            |         | 2             |
| 16 - 25 | Abigail Spears              | 2       |            |         | 2             |
| 16 - 25 | Olga Govorcova              | 2       |            |         | 2             |
| 16 - 25 | Taťána Puček                | 2       |            |         | 2             |
| 16 - 25 | Anna-Lena Grönefeld         | 2       |            |         | 2             |
| 16 - 25 | Barbora Záhlavová-Strýcová  | 2       |            |         | 2             |
| 26 - 54 | Anabel Medina Garrigues     | 1       | 1          |         |               |
| 26 - 54 | Virginia Ruano Pascual      | 1       | 1          |         |               |
| 26 - 54 | Věra Zvonareva              | 1       |            | 1       |               |
| 26 - 54 | Světlana Kuzněcova          | 1       |            | 1       |               |
| 26 - 54 | Amélie Mauresmo             | 1       |            | 1       |               |
| 26 - 54 | Akgul Amanmuradová          | 1       |            | 1       |               |
| 26 - 54 | Ai Sugijama                 | 1       |            | 1       |               |
| 26 - 54 | Yan Zi                      | 1       |            | 1       |               |
| 26 - 54 | Francesca Schiavone         | 1       |            | 1       |               |
| 26 - 54 | Maria Kirilenko             | 1       |            | 1       |               |
| 26 - 54 | Jaroslava Švedova           | 1       |            |         | 1             |
| 26 - 54 | Tamarine Tanasugarn         | 1       |            |         | 1             |
| 26 - 54 | Caroline Wozniacki          | 1       |            |         | 1             |
| 26 - 54 | Sania Mirza                 | 1       |            |         | 1             |
| 26 - 54 | Klaudia Jans                | 1       |            |         | 1             |
| 26 - 54 | Alicja Rosolska             | 1       |            |         | 1             |
| 26 - 54 | Jekaterina Makarova         | 1       |            |         | 1             |
| 26 - 54 | Sara Errani                 | 1       |            |         | 1             |
| 26 - 54 | Monica Niculescu            | 1       |            |         | 1             |
| 26 - 54 | Alona Bondarenko            | 1       |            |         | 1             |
| 26 - 54 | Kateryna Bondarenko         | 1       |            |         | 1             |
| 26 - 54 | Julia Görges                | 1       |            |         | 1             |
| 26 - 54 | Vladimíra Uhlířová          | 1       |            |         | 1             |
| 26 - 54 | Andrea Hlaváčková           | 1       |            |         | 1             |
| 26 - 54 | Renata Voráčová             | 1       |            |         | 1             |
| 26 - 54 | Čan Jung-žan                | 1       |            |         | 1             |
| 26 - 54 | Lisa Raymond                | 1       |            |         | 1             |
| 26 - 54 | Katarina Srebotnik          | 1       |            |         | 1             |
| 26 - 54 | Iveta Benešová              | 1       |            |         | 1             |

### Čtyřhra - klasifikace zemí
| Poř.    | Země          | Celkově | Grand Slam | Premier | International |
| ------- | ------------- | ------- | ---------- | ------- | ------------- |
| 1       | Spojené státy | 23      | 6          | 10      | 7             |
| 2       | Španělsko     | 16      | 2 (+2)*    | 4       | 8             |
| 3       | Rusko         | 10      |            | 7       | 3             |
| 4 - 5   | Itálie        | 8       |            | 1       | 7             |
| 4 - 5   | Česko         | 8       |            |         | 8             |
| 6       | Tchaj-wan     | 7       |            | 4       | 3             |
| 7       | Bělorusko     | 6       |            | 1       | 5             |
| 8       | Zimbabwe      | 5       |            | 4       | 1             |
| 9 - 10  | Čína          | 4       |            | 4       |               |
| 9 - 10  | Francie       | 4       |            | 1       | 3             |
| 11      | Německo       | 3       |            |         | 3             |
| 12 - 14 | Polsko        | 2       |            |         | 2             |
| 12 - 14 | Argentina     | 2       |            |         | 2             |
| 12 - 14 | Ukrajina      | 2       |            |         | 2             |
| 15 - 22 | Uzbekistán    | 1       |            | 1       |               |
| 15 - 22 | Japonsko      | 1       |            | 1       |               |
| 15 - 22 | Kazachstán    | 1       |            |         | 1             |
| 15 - 22 | Thajsko       | 1       |            |         | 1             |
| 15 - 22 | Dánsko        | 1       |            |         | 1             |
| 15 - 22 | Indie         | 1       |            |         | 1             |
| 15 - 22 | Rumunsko      | 1       |            |         | 1             |
| 15 - 22 | Slovinsko     | 1       |            |         | 1             |

- * Včetně závěrečných turnajů WTA Tour Championships (v kolonce Grand Slam) a Commonwealth Bank Tournament of Champions (v kolonce International). Tyto turnaje jsou vyznačeny v závorce (+1).